# ناکاجیما، ایشیکاوا

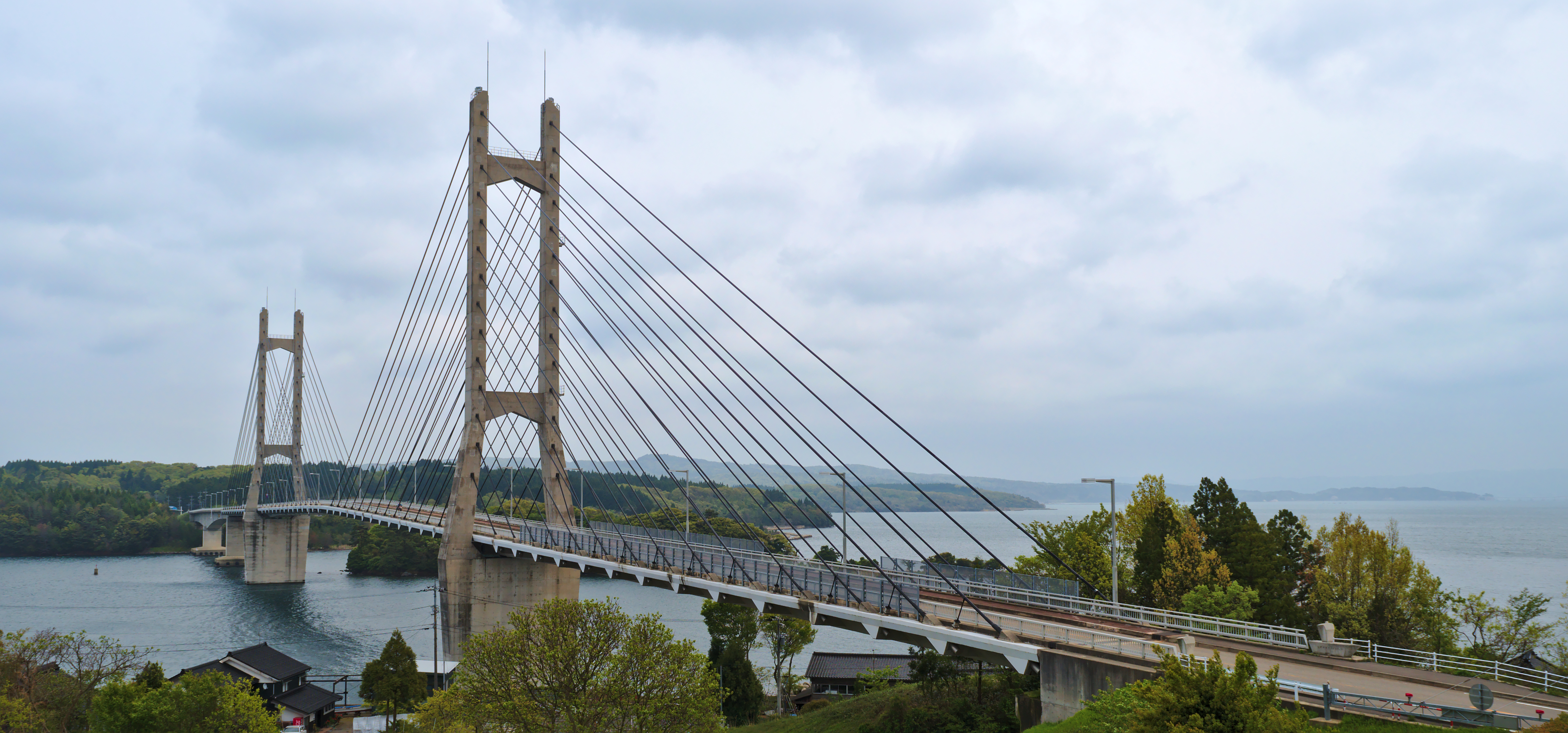
ناکانوتو نودو باشی

ناکاجیما، ایشیکاوا (به ژاپنی: 中島町 Nakajima-machi) یک شهرک در بخش کاجمیا در استان ایشیکاوا در ژاپن بود. در سال ۲۰۰۳، جمعیت این شهر حدود ۶۹۵۲ و تراکم جمعیت ۷۰٫۴۰ نفر در هر کیلومتر مربع بود. مساحت کل ۹۸٫۷۵ کیلومتر مربع بود.